# Rattrapage technologique
Cet article court présente un sujet plus développé dans : Progrès technique.
Un pays ou une entreprise est en rattrapage technologique lorsqu’il est technologiquement moins avancé qu’un autre pays ou une autre entreprise, mais que l’écart entre les deux se réduit.